# Johann Daniel Titius

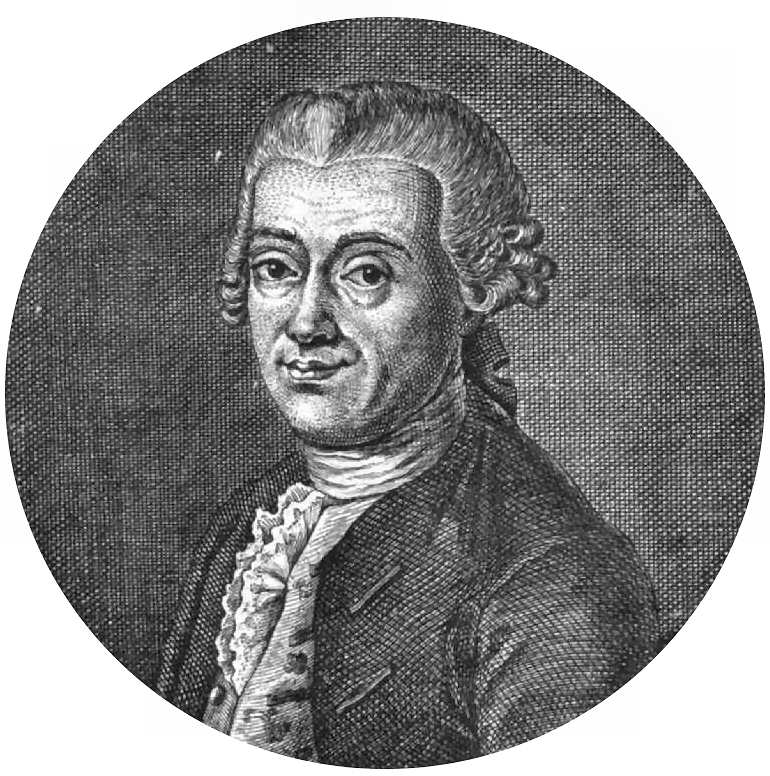
Joahnn Daniel Titius

Johann Daniel Titius (geboren Johann Daniel Tietz(e)) (Konitz, 2 januari 1729 - Wittenberg, 11 december 1796) was een Duits astronoom die samen met Johann Elert Bode de wet van Titius-Bode ontdekte.
De planetoïde (1998) Titius en maankrater Titius zijn naar hem vernoemd. 
- Bibsys: 90849915
- Author citation (botany): Titius
- Gemeinsame Normdatei: 115648429
- International Standard Name Identifier: 0000 0001 2139 0974
- Library of Congress Control Number: no91011514
- Mathematics Genealogy Project: 201076
- Nationale Bibliotheek van Tsjechië: pna2007370874
- Nationale Bibliotheek van Israël: 987007281730205171
- Nederlandse Thesaurus van Auteursnamen: 070170347
- Istituto Centrale per il Catalogo Unico: UBOV136271
- SNAC: w6mp70tq
- Système universitaire de documentation: 149528388
- Virtual International Authority File: 72127845
- WorldCat: E39PBJx8Ck88yC7xKwjMk6dhHC